# 돌리 웰스
돌리 웰스(Dolly Wells, 1971년 12월 5일 ~ )는 잉글랜드의 배우, 작가이다.